# Королевские зайцы
«Королевские зайцы» — советский рисованный мультипликационный фильм известного режиссёра Владимира Полковникова,
снятый по мотивам одноимённой сказки Петера Асбьёрнсена. В 1990 году вошёл в сборник «Лапландские сказки», вместе с мультфильмами «Гадкий утёнок» и «Заколдованный мальчик».

## Сюжет
Принцесса недовольна тем, что зайцы у неё резиновые, и она заявляет, что желает сто живых зайцев. Королева просит министра доложить об этом королю, который в это время спал у себя на троне. Спящий король говорит, что у него «государственные дела». Услышав, как вопит королевская дочь, король просыпается, и министр пишет указ. Пока объявления короля висели повсюду, принцесса раздумывает и говорит, что теперь не хочет зайцев, но король отвечает, что не может отменить свой указ.
Узнав, что королю требуется заячий пастух, юноша по имени Ганс решает попытать счастья и уходит из дома, распрощавшись с матерью и взяв с собой кусок чёрного хлеба. По дороге в лесу он спасает старушку, у которой нос застрял в пеньке: он берёт камень и бьёт им по острой трости, чтобы расколоть пень. После спасения Ганс делится со старушкой своим куском хлеба. Выслушав, что Ганс идёт к хитрому королю, старушка дарит ему волшебную дудочку, про которую говорит:

Где потеряешь, там и найдёшь, а кто возьмёт, тот и потеряет.
Наконец, Ганс прибывает в королевство. Король ставит юноше условие, что если ни один заяц не будет утерян, тот получит полкоролевства, в противном случае — останется без головы. После недолгого препирательства Ганс нехотя соглашается.
Зайцев выпускают из дворца, и король, наблюдая за этим вместе с семьёй, злорадно смеётся над Гансом: «Ловко мы его провели!». В лесу Ганс начал испытывать подаренную старушкой дудочку. Сначала он дунул с одного конца, потом, сообразив, дунул с другого, и сотня зайцев тут же прибежала к нему. Построив зайцев, Ганс приводит их в королевство и сообщает об этом королю. Не доверяя Гансу, король просит министра пересчитать стадо. Министр отвечает, что зайцев ровно сто. Тогда король предупреждает Ганса, что если на следующий день министр не досчитается зайцев, парень останется без головы. Также король обещает отрубить голову министру, если тот снова насчитает сто зайцев.
На следующий день Ганс снова зовёт зайцев с помощью дудочки, пересчитывает и отправляет обратно в лес. За этим наблюдает спрятавшийся за деревом министр и понимает, что всё дело в дудочке. Когда Ганс заснул, министр отбирает у него дудочку и несёт королю, однако дудка возвращается обратно к хозяину. Тогда к Гансу приходит принцесса и просит его подарить дудочку. Ганс притворно соглашается, но принцесса упускает дудочку из рук. Прибежав во дворец, она жалуется родителям, что пастух якобы потребовал ей поцеловать его. Король, дабы разобраться в ситуации, сам едет на коне к Гансу, однако юноша говорит, что не собирался целоваться с принцессой — вместо этого он шутя предлагает королю поцеловать своего коня в обмен на дудку. Удивлённый король так и делает, после чего прячет дудочку в шкатулку.
После того как Ганс, лишённый волшебного инструмента, приходит во дворец, король распоряжается отрубить ему голову. Под звук труб Ганс идёт на плаху, но как только палач замахнулся алебардой, Ганс неожиданно достаёт из-под пазухи дудочку (которая чудесным образом вновь оказалась у него) и отгоняет его. Король в шоке, а Ганс, играя на дудочке, начинает гонять короля, его семью и слуг туда-сюда. Убегая назад против своей воли, король умоляет Ганса остановиться и обещает дать ему всё, что он захочет, но юноша отказывается:

А мне ничего не надо! Прощайте, Ваше величество, да про дудочку мою не забывайте!
После этих слов король падает в обморок и теряет корону. В финале Ганс прощается с зайцами и уходит домой.

## Съёмочная группа
| Автор сценария            | Александра Любарская |
| Режиссёр                  | Владимир Полковников |
| Художник                  | Александр Трусов |
| Композитор                | Карэн Хачатурян |
| Оператор                  | Михаил Друян |
| Звукооператор             | Николай Прилуцкий |
| Редактор                  | Зинаида Павлова |
| Художники-мультипликаторы | Николай Фёдоров, Татьяна Фёдорова, Анатолий Петров, Лидия Резцова, Рената Миренкова, Галина Баринова, И. Сидорова, Татьяна Таранович, Виктор Шевков |
| Художники-декораторы      | Вера Валерианова (в титрах как «В. Валерьянова»), Ирина Светлица, Елена Танненберг                                                                  |
| Ассистент режиссёра       | Е. Новосельская, Валентина Турубинер |
| Ассистент художника       | Владимир Тарасов |
| Ассистент оператора       | Н. Наяшкова |
| Директор картины          | Фёдор Иванов |

## Роли озвучивали
- Лев Шабарин — Ганс
- Александра Денисова — Мать
- Елена Понсова — Старуха
- Сергей Цейц — Король
- Ирина Карташова — Королева
- Галина Новожилова — Принцесса
- Георгий Милляр — Министр (в титрах «Г. Миляр»)

## Фестивали и премии
- В 1992 году мультсборник «Лапландские сказки», включающий в себя мультфильмы: «Королевские зайцы», «Гадкий утёнок» и «Заколдованный мальчик», был номинирован на Кинопремию «Ника» за 1991 год.